# Red Zone
Red Zone – The Peacekeeper (Originaltitel: The Peacekeeper; Alternativtitel: Red Zone – The Peacemaker) ist ein US-amerikanischer Actionfilm von Regisseur Frédéric Forestier aus dem Jahr 1997 mit Dolph Lundgren in der Hauptrolle.

## Handlung
Major Cross wirft Nahrung ohne Erlaubnis über einem Krisengebiet im Norden Iraks ab. Dafür wird er in den Vereinigten Staaten populär, aber seine Vorgesetzten sind deswegen erbost. Um dem Kriegsgericht zu entgehen, muss er daher von nun an über den Nuklearabschusskoffer des Präsidenten wachen, den er immer bei sich tragen und, falls jemand ihn stehlen will, zerstören muss, wobei er selber auch bei der Zerstörung sterben soll.
Am ersten Arbeitstag wird er von Terroristen angegriffen. Dabei wird ihm der Nuklearabschusskoffer gestohlen, was er nicht verhindern kann. Diese erobern dann mit dem Koffer einen Atombunker, töten die Soldaten, die das Silo beschützen sollten, und mit Hilfe des Koffers bringen sie dann die Atomraketen dort unter ihre Kontrolle, ohne dass irgendjemand es verhindern kann. Nach der erfolgreichen Operation zerstören die Terroristen mit Hilfe einer dieser Atomraketen Mount Rushmore. Nach der Zerstörung drohen die Terroristen, Atomraketen auf Washington zu schießen, sollte sich der Präsident nicht vor laufender Kamera erschießen.
Anführer der Terroristengruppe ist Lt. Colonel Murphy, ein ehemaliger, für tot gehaltener Marine, dessen Einheit vom Präsidenten und damaligen Stabschef sechs Jahre zuvor aus politischen Gründen bei einem Einsatz im Irak ausgelöscht wurde, ein Angriff, bei dem auch er sterben sollte. Jetzt will Murphy Rache für das Geschehene. Cross, dem es gelungen ist, den Angriff zu überleben und die Terroristengruppe zu infiltrieren, setzt nun alles daran, die Atomraketen unbrauchbar zu machen, die Terroristen zu eliminieren und Washington zu retten. Dabei bekommt er Unterstützung von Lt. Colonel Northrop, dem einzigen Soldaten im Silo, der die Eroberung des Silos durch die Terroristen überlebt hat und den er bei seinem Vorhaben treffen konnte. Allerdings können sie keine Unterstützung von außerhalb erwarten, da der Bunker von den Terroristen hermetisch abgeriegelt worden ist und auch so gebaut wurde, dass es unangreifbar von außerhalb ist.
Trotzdem können sie im allerletzten Moment den Koffer an sich bringen, die Katastrophe verhindern und alle Terroristen ausschalten. Nach diesen Ereignissen verlassen sie den Bunker mit dem Koffer. Northrop wird dann außerhalb des Bunkers von der Presse befragt, wer die Verantwortung für diese Ereignisse trägt und er macht Einstein dafür verantwortlich, da er die Atombombe erschaffen hat, die jetzt die Menschen einsetzen können. Major Cross dagegen meidet die Presse, da er nach dem Geschehenen nicht wieder im Mittelpunkt stehen will, während der Präsident den Ort unauffällig besucht, weil er so einen Tumult gegen ihn wegen der Geschehnisse vermeiden will.

## Kritiken
„Ein plakativer Actionfilm, der in keiner Sekunde Zweifel am guten Ausgang seiner Geschichte aufkommen läßt. Statt Spannung werden Leichenberge und haarsträubende Unwahrscheinlichkeiten produziert.“